# 松原 (佐賀市)
松原（まつばら）は、佐賀県佐賀市の地名。郵便番号は840-0831。

## 地理

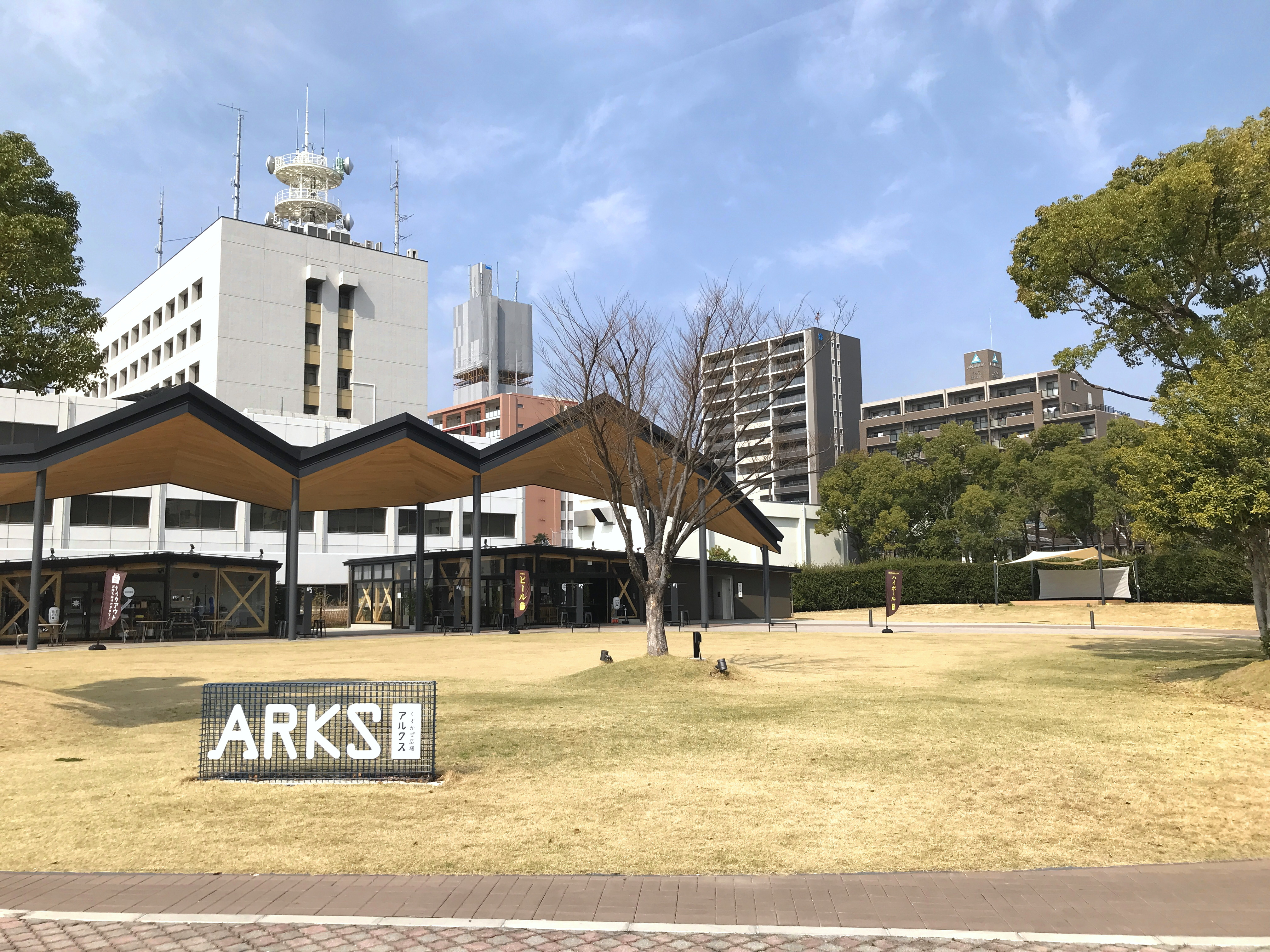
ARKS くすかぜ広場

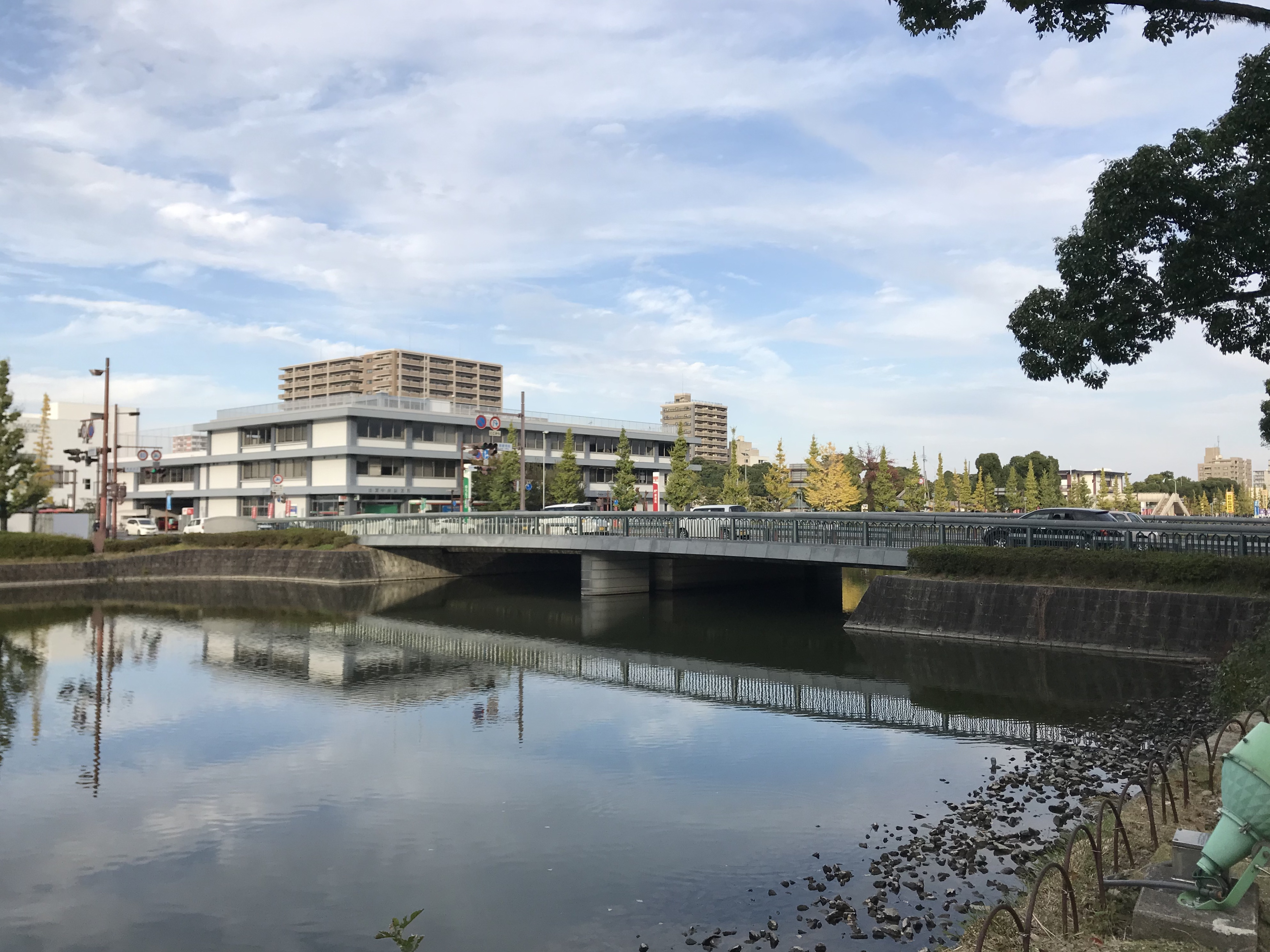
佐賀中央郵便局、徴古館周辺。奥に松原川通りのマンション、手前に城濠を跨ぐくすの栄橋。

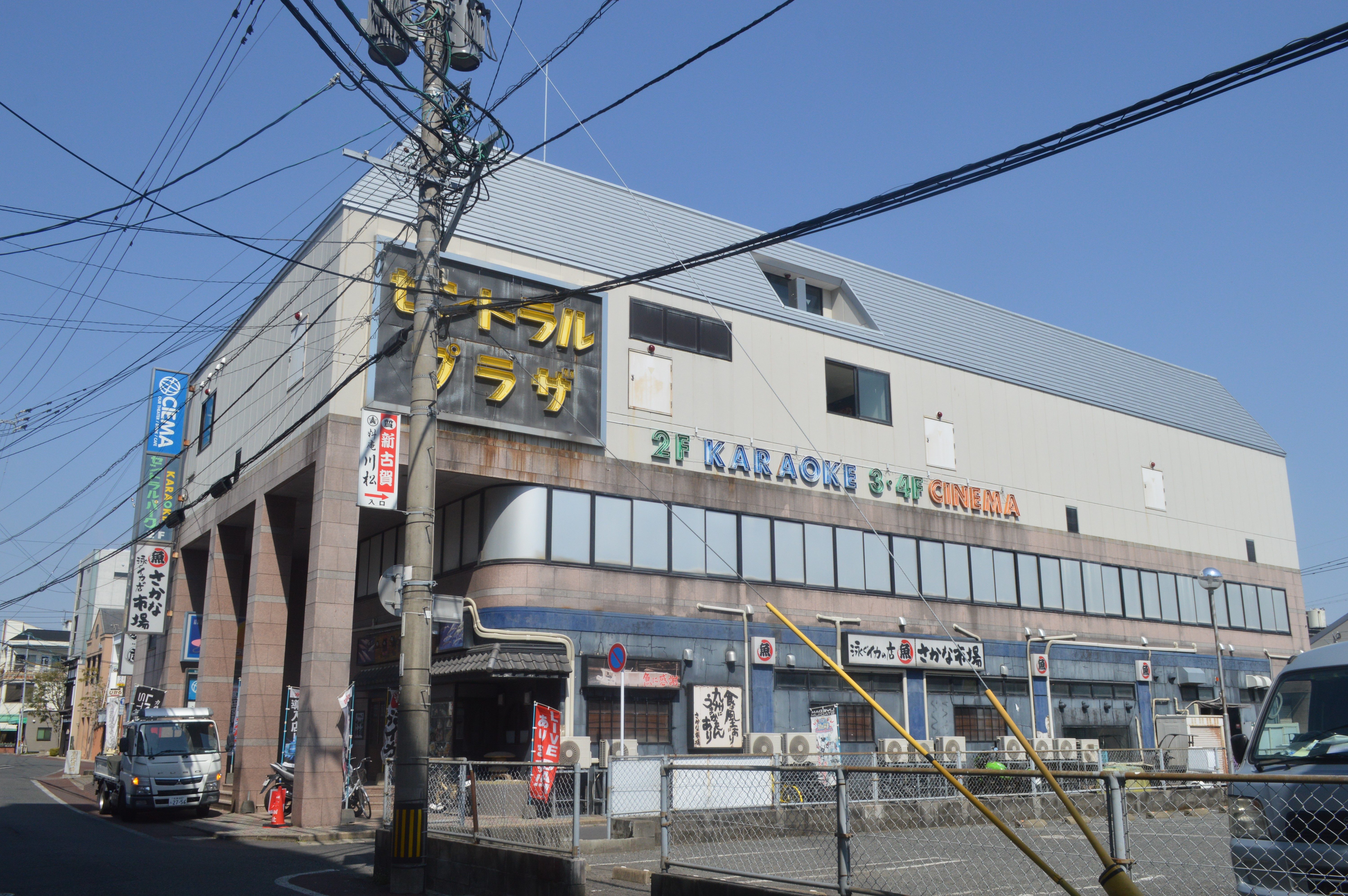
「シアター・シエマ」があるセントラルプラザ

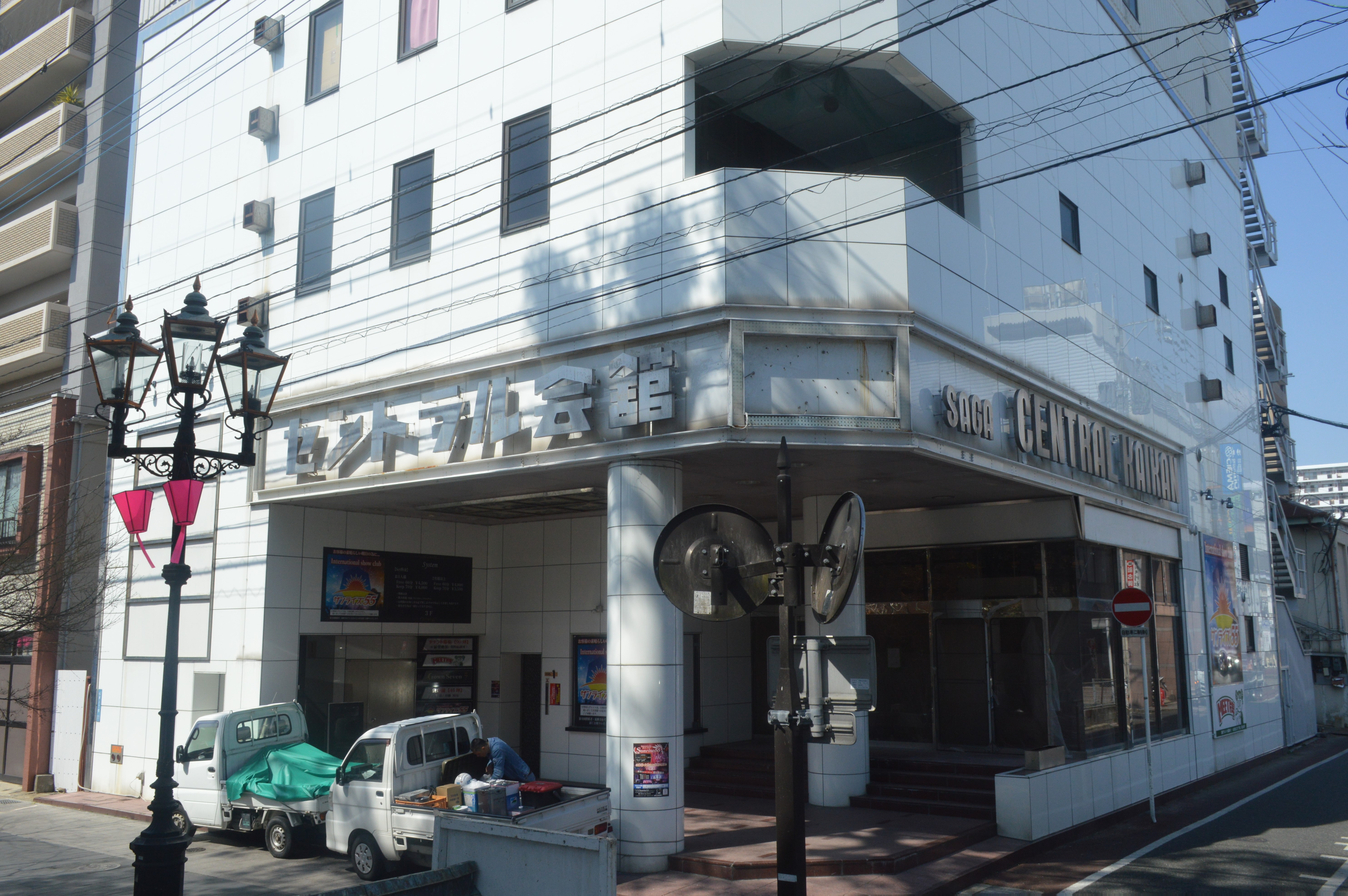
1985年から2006年まで複数の映画館が入居していた佐賀セントラル会館

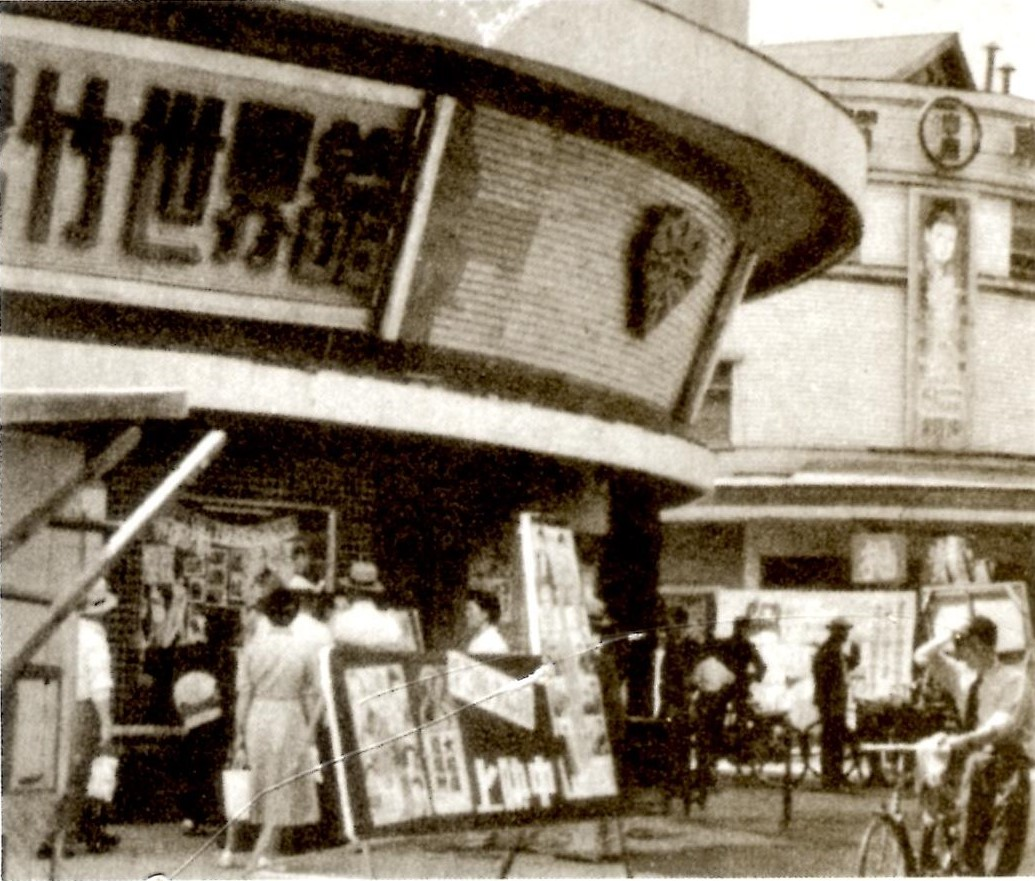
映画館「松竹世界館」（1955年）

松原は佐賀市中心部の地名で、江戸時代には松原小路の通称があった。佐賀城北堀の北側、国道264号線（貫通道路）に沿って東西に長く広がる町。西から一丁目・二丁目・三丁目・四丁目と並ぶ。町の北端から東端に沿うように裏十間川、西端に多布施川、中央を東西に松原川が流れる。何れも城下町に上水を供給することなどを目的として掘削された人工河川であり、松原川の川筋には佐賀城やその城堀の見通しを避ける為に細長く続く松並木が設けられた。これが地名の由来となっている。北西から時計回りに中の小路、中央本町、呉服元町、柳町、材木、水ヶ江、城内、堀川町に接する。
町の西部は佐賀県警察本部や佐賀中央郵便局など公的機関が立地する。昭和年間には佐賀市役所や佐賀市消防本部も所在した。
中央部には佐嘉神社・松原神社が鎮座し、それ以外は飲食店が多く繁華街となっている。3丁目には、昭和天皇の佐賀行幸の際に宿泊地となり、ミシュランガイド福岡・佐賀版で佐賀市内唯一の二つ星を獲得した料亭「楊柳亭」がある。楊柳亭は1882年（明治15年）創業で、当初の屋号は『新川崎屋』であったが、初代佐賀県知事鎌田景弼がしだれ柳の多かった場所にちなんで『楊柳亭』と命名したものである。2丁目にはかつて映画館が集中し、東映・日活・東宝・松竹・洋画の有楽会館などが立ち並んでいた（日活のみ住所は中央本町）。現在は佐賀東宝があったセントラルプラザで単館系の作品を上映するミニシアターのシアター・シエマが営業するのみとなっている。
東部は住宅や商店も多いが歴史的な建物も多く残る。4丁目の旧福田家もその1つで、佐賀市歴史民俗館全7館の1つとして保存活用されている。
佐嘉・松原神社を含む2丁目一帯は風致地区に指定されている。

## 歴史
松原小路（まつばらこうじ）は佐賀城下の武家屋敷地。『弘化二巳総着到』（鍋島報效会所蔵の佐賀藩士名簿）によると居住する武士は16人。総石高は2700石（平均169石）で諸小路の中でも高い部類に属する。人材育成を目的に設置された藩校弘道館や、藩祖鍋島直茂を祭神とする松原神社は8代藩主鍋島治茂によって建てられた。鍋島家は私立佐賀図書館（大正2年）、博物館である徴古館（昭和2年）も建設した。さらに昭和8年に鍋島直正を祭神とする佐嘉神社が建立されている。
武家地の面影を残すものとして、バルーンミュージアム駐車場の一角に嬉野家の屋敷門が保存されており、佐賀市の重要文化財に指定されている。
松原小路の南は北御堀端小路（きたおほりばたこうじ、北堀端）。松原小路の東は裏十軒川が南に折れるところまで馬責馬場（うませんばば）または土手際小路（どてぎわこうじ）で、裏十軒堀に沿う町の北側が土手だった。馬責馬場は短冊状の町が南北に並んでいる片田江七小路のひとつ。同じく片田江七小路であるひとつ南の通小路（とおりこうじ）、もうひとつ南の椎小路（しいこうじ）の北半分までが現在の松原の町域。いずれも武家屋敷地である。
松原神社は1772年（安永元年）の創建。幕府の御法度は新規の社寺建立を禁じていたため、楠の根元に石祠のあった松原小路の土手近くに造営されることになったという。1817年（文化14年）には参道である新馬場の通りが開かれ、沿道に鳥居と下宮も建立された。1877年（明治10年）には神社南西部に神苑が設けられたが、後の佐嘉神社の建立にあたっては、広い神苑がその敷地に充てられた。
弘道館は1781年（天明元年）松原小路（現在のバルーンミュージアム付近）に開設され、1840年（天保10年）北堀端に移転し敷地を拡張した。北堀端の校地は5,400坪余りの広大な敷地で、現在のくすかぜ広場から徴古館付近に及ぶ。
1881年（明治14年）に松原町となり、1889年（明治22年）に近代市町村制の施行により佐賀市が発足するとその一部となる。1968年に住居表示により松原町の一部と水ケ江町・東魚町・白山町の一部が合わさり松原1 - 4丁目、中の小路、中央本町となり、翌1969年に残余が白山1 - 2丁目、八幡小路となった。
松原小路の北堀端、現在の松原1丁目・2丁目には、かつて以下の行政機関・学校等が所在した。
- 佐賀県庁舎 1883年（明治16年） - 1887年（明治20年） 仮庁舎として佐賀変則中学校の旧校舎を使用した。
- 佐賀県議会議事堂 1886年（明治19年）新築 - 1896年（明治29年）
- 佐賀市役所 1889年7月1日の開庁から1921年（大正10年）までの間に旧県庁舎、協和館など松原町内で数度の移転を経る。市役所として設計された初の庁舎は1929年（昭和4年）に完成したが、2年後の1931年（昭和6年）6月に火災で全焼したため再び市公会堂や協和館を仮庁舎とした。1934年（昭和9年）2月に新庁舎が完成、1975年栄町に移転するまで使用された[9]。現・くすかぜ広場。
- 協和館 1886年（明治19年）新築 - 1913年（大正2年）銅像園に用地提供のため曳家移転 - 1957年（昭和32年）佐賀城天守台に移築 佐賀県有、後に市有となった公会堂[10]。[11]。現・佐賀中央郵便局付近。
- 佐賀警察署 1888年（明治21年）松原神社北側に新築 - 1936年（昭和11年）現・県警察本部に移転 - 1975年高木瀬町に移転
- 勧興小学校 1874年（明治7年） - 1914年（大正3年）
- 佐賀変則中学校（後に佐賀中学校、佐賀高等学校の前身） 1876年（明治9年） - 1883年（明治16年）
- 佐賀高等小学校 1899年（明治32年） - 1934年（昭和9年）
- 佐賀県物産陳列館（→佐賀県商工奨励館→佐賀県産業奨励館） 明治後期から協和館が物産陳列館として利用されていたが手狭になったため、1913年（大正2年）建物を新築した[10]。昭和初期まで存続。
- 佐賀図書館 1914年（大正3年）開館 - 1929年（昭和4年）佐賀県立図書館に改称 - 1963年（昭和38年）城内に新築移転[12]
- 佐賀市公会堂 1927年開館 - 1975年解体（代替施設として1966年水ヶ江1丁目に佐賀市民会館が開館していた）[13]
- 佐賀市消防本部・佐賀消防署（→佐賀消防署中央出張所）1980年（昭和55年）本部・署を兵庫北に移転。旧本部・署庁舎を中央出張所とする。2021年中央出張所廃止[14]。

### 銅像園とその後・徴古館
明治40年代に鍋島直正の銅像建立の機運が高まると、銅像建設委員会が設立され大隈重信が委員長に就いた。1913年（大正2年）に銅像が完成、周囲は銅像園として整備が行われた。園地は明治期に佐賀市役所や物産陳列所が所在した北堀端、現在の佐賀中央郵便局と佐嘉神社の間に広い敷地をとっていて、銅像は（後に建てられ現在も唯一残る）徴古館の北東に位置していた。これ以降、銅像園に隣接して佐賀図書館、徴古館が開設され、一帯は文教地区の色が濃くなる。
しかし太平洋戦争中の1944年、銅像は金属供出の対象となり失われてしまう。銅像はしばらくの間再建されることはなかったが、2017年（平成29年）に場所を佐賀城公園内の佐賀城鯱の門北側の広場に移して再建された。
また、徴古館を運営する鍋島報效会（鍋島直映により設立）は戦後厳しい財政状況に置かれる。戦中の混乱期に展示を休止した徴古館は県に貸借され1955年（昭和30年）佐賀県文化館となり、1970年（昭和45年）城内に佐賀県立博物館が新設されるまで使用された。鍋島報效会の活動は鍋島家を中心とする文化財の研究・管理となる一方、徴古館はそれ以降活用されない状態が続いた。しかし、1997年国の登録有形文化財に登録されると徴古館は公開を再開、装いを改め鍋島家の資料を主とする歴史資料の博物館となった。
鍋島報效会が戦後、銅像園の敷地に引揚者を受け入れると、市場が開かれ「松原マーケット」「松原親和市場」と呼ばれる商業地区が成立・発展した。戦後の混乱期であったことも影響したのか一部は風俗店になってしまい、一時は神社敷地内にストリップ劇場が存在する異様な光景となっていたが、中心市街地の空洞化に合わせて店舗は減少。さらに城内公園の整備構想が立ち上がったことで地権者の鍋島報效会はマーケット内の店舗が閉鎖した場合、借地契約を更新しないという対応を取っている。そのため商店はかなり減少しており、市場の零細業者による佐賀企業組合も2014年に閉所した。
なお、松原4丁目には同じく引揚者が借地に開いた闇市をルーツとする「寿通り商店街」があった。こちらは1980年に借地を購入し、80年代のバブル期までは賑わっていたが景気後退や郊外への大型商業施設の進出などで客足が遠のき、2017年に閉鎖・解体されている。

### 佐賀米穀取引所
1871年（明治4年）、税の納め方が米で納める米納制度から金納制度に変更されると、米穀を換金するために米穀相場を建てる米穀市場が必要となった。佐賀でも一旦設立された市場が3年と持たずに閉鎖されるなど紆余曲折の末、馬責馬場の鍋島家所有地（現在の松原4丁目）を借り受けて1888年（明治21年）に佐賀取引所が開設された。さらに1893年（明治26年）に改正取引所法が公布されると、佐賀取引所を母体に新たに佐賀米穀取引所が設立された。取引所の売り上げ、出来高は順調に伸び、佐賀経済の発展に大いに寄与したが1939年（昭和14年）取引所法が改められると、米価が一定値段に統制されたため解散した。松原町出身で日本最初の女性科学者黒田チカは父が取引所の理事を務めていたことがある。

### NHK佐賀放送局と前身
松原1丁目の国道264号・中央大通り・県庁前通りに囲まれた一角は、2022年5月に城内から移転してきたNHK佐賀放送局となっている。その前は佐賀市内では最初の複合オフィスビルとして1954年に建てられた5階建ての「佐賀商工会館」で、2014年に白山2丁目の佐賀商工ビルに新築移転するまで佐賀商工会議所と佐賀県商工会議所連合会、県信用保証協会などが入居していた。そのほか、かつて佐賀相互銀行本店（1956-1972年）や九州電力佐賀支店なども入居していた。NHK佐賀放送局も1955年から1968年まで商工会館に入居しており、それ以前も佐賀県産業奨励館や徴古館など松原の地に局舎を置いていた。

### くすかぜ広場
国道264号・県庁前通りと県警本部に囲まれた一角は「くすかぜ広場」（愛称「ARKS（アルクス）」）となっている。1929年から1975年までは佐賀市役所があった場所で、当初入札により民間への売却が決定していたが一転白紙となり、佐賀県が取得することとなった。1976年（昭和51年）国民体育大会の仮設庁舎用地などに利用された後、1992年（平成4年）にくすかぜ広場となった。噴水やステージを有する公園だったが、木々が鬱蒼と生い茂り見通しが悪いことや使い勝手がよくないことなどから、後年には利用者はわずかで噴水も停止される状況に至っていた。これに対して県は、噴水を撤去して芝生広場とし、イベント開催に対応したカフェスペースを設置するリニューアル工事を実施、2022年にオープンし愛称を付与した。予算には国の地域再生制度による交付金も活用、活用のコンセプトとして佐賀県が推進する「歩くライフスタイル」の拠点を目指すことも掲げた。

### 河童伝説

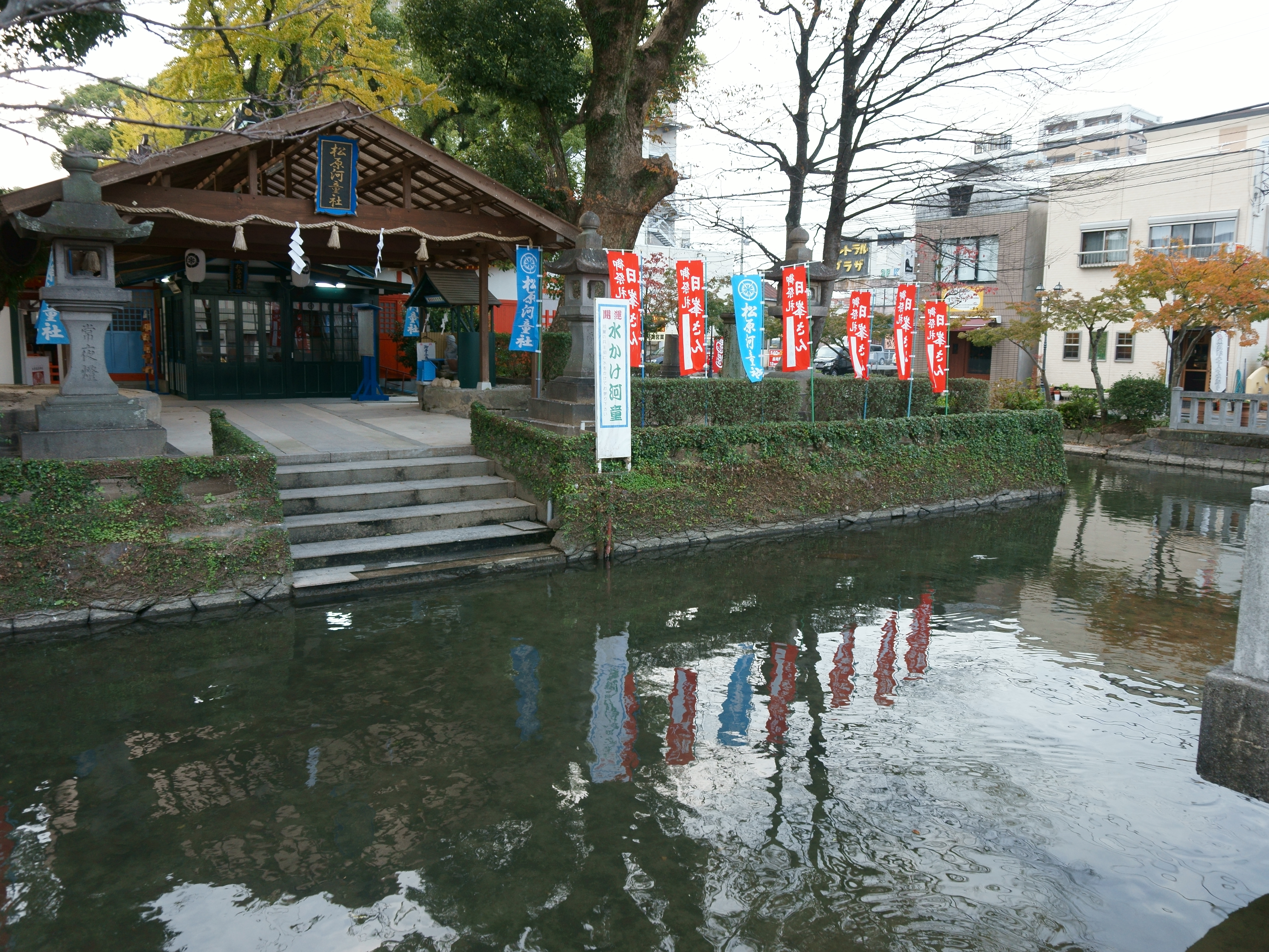
松原河童社（まつばらかわそうしゃ）と松原川

松原川には河童伝説がある。河川の工事を命じられた奉行、兵部大輔は不足する作業員を補う為、人形に呪いをかけ働かせ工事が終わるとまた人形に戻し川に投げ捨てた。これを憎んだ人形は河童に姿を変え、特に兵主部（ひょうすべ）の一派は子供を川に引きずり込んで多くの命を奪った。そのため、城主鍋島藩主鍋島直茂は淀姫神社に願をかけ兵主部をとらえることに成功した。兵主部は元の人形に戻してもらえれば今後は子供達を護りますと頼み、以来子供達を水難より守っている、というものである。松原神社創建のころ（安永元年－1772年）作と伝えられる兵主部の木像が松原神社に奉納され、2010年に改めて松原河童社を創建し祀っている。この伝説を元に、松原川には河童の親子像が設置されており、長男河童の手を握ると石橋から水が噴出する仕掛けも作られている。また、佐賀を中心に活動しているローカルヒーロー「マツバライザーK」はこの兵主部の子孫という設定となっている。

## 世帯数と人口
2022年（令和4年）1月31日現在の世帯数と人口は以下の通りである。
| 町丁      | 世帯数  | 人口    |
| --------- | ------- | ------- |
| 松原1丁目 | 185世帯 | 322人   |
| 松原2丁目 | 186世帯 | 364人   |
| 松原3丁目 | 42世帯  | 80人    |
| 松原4丁目 | 281世帯 | 469人   |
| 計        | 694世帯 | 1,235人 |

国勢調査による2000年以降の人口の推移を示す。
| 町丁      | 2000 | 2010 | 2020 |
| --------- | ---- | ---- | ---- |
| 松原1丁目 | 70   | 182  | 341  |
| 松原2丁目 | 190  | 397  | 334  |
| 松原3丁目 | 129  | 104  | 62   |
| 松原4丁目 | 681  | 522  | 498  |
| 合計      | 1070 | 1205 | 1235 |

## 小・中学校の学区
市立小・中学校に通う場合、学区は以下の通りとなる。
| 丁目  | 番地     | 小学校             | 中学校             |
| ----- | -------- | ------------------ | ------------------ |
| 1丁目 | 全域     | 佐賀市立勧興小学校 | 佐賀市立城東中学校 |
| 2丁目 | 全域     | 佐賀市立勧興小学校 | 佐賀市立城東中学校 |
| 3丁目 | 1番      | 佐賀市立赤松小学校 | 佐賀市立城南中学校 |
| 3丁目 | 1番以外  | 勧興小学校         | 城東中学校         |
| 4丁目 | 1番、2番 | 赤松小学校         | 城南中学校         |
| 4丁目 | 1番以外  | 勧興小学校         | 城東中学校         |

## 交通
南端に国道264号線が東西に走る。また南北には1丁目と2丁目の堺に県道29号線が、3丁目と4丁目の堺に県道30号線が通る。それぞれ「貫通道路」「中央大通り」「大財通り」の通称があり、市内で営業する各バス会社がそれぞれ路線を運行している。また佐賀県庁本館正面から北に延びる市道は県庁前通りと呼ばれている。さらに松原2丁目、佐嘉神社北からエスプラッツに向かう市道には「復興通り」の通称がある。これは昭和8年に火災があり、その被害から復興したことからその名がついたものである。

## 施設
- 佐賀県警察本部
- 佐賀中央郵便局
- 佐嘉神社
- 佐賀バルーンミュージアム
- 旧福田家 - 佐賀市歴史民俗館全7館の1つ
- NHK佐賀放送局
- 佐賀共栄銀行本店
- 西日本新聞佐賀総局
- 藤川病院

## ギャラリー

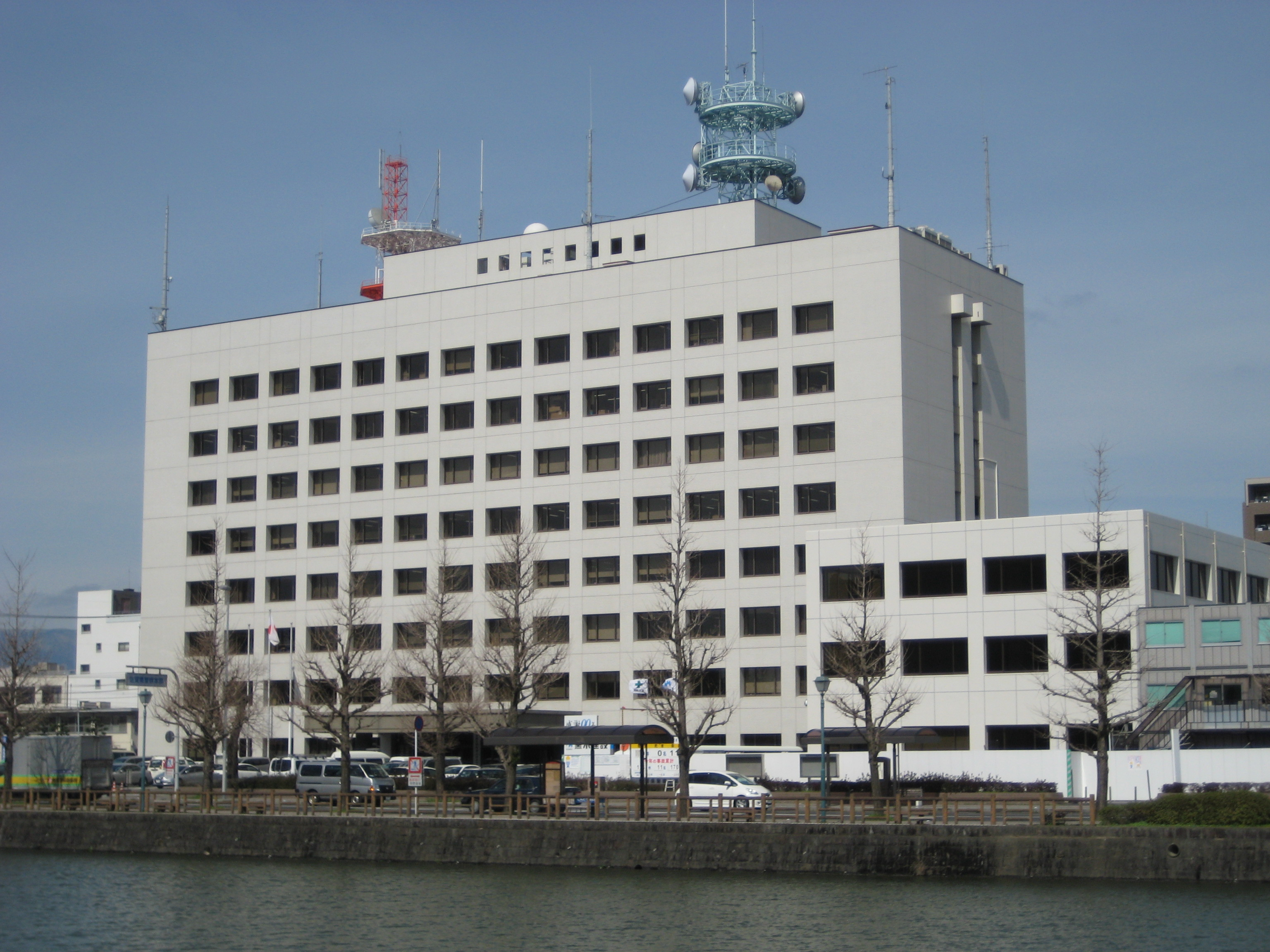
佐賀県警察本部
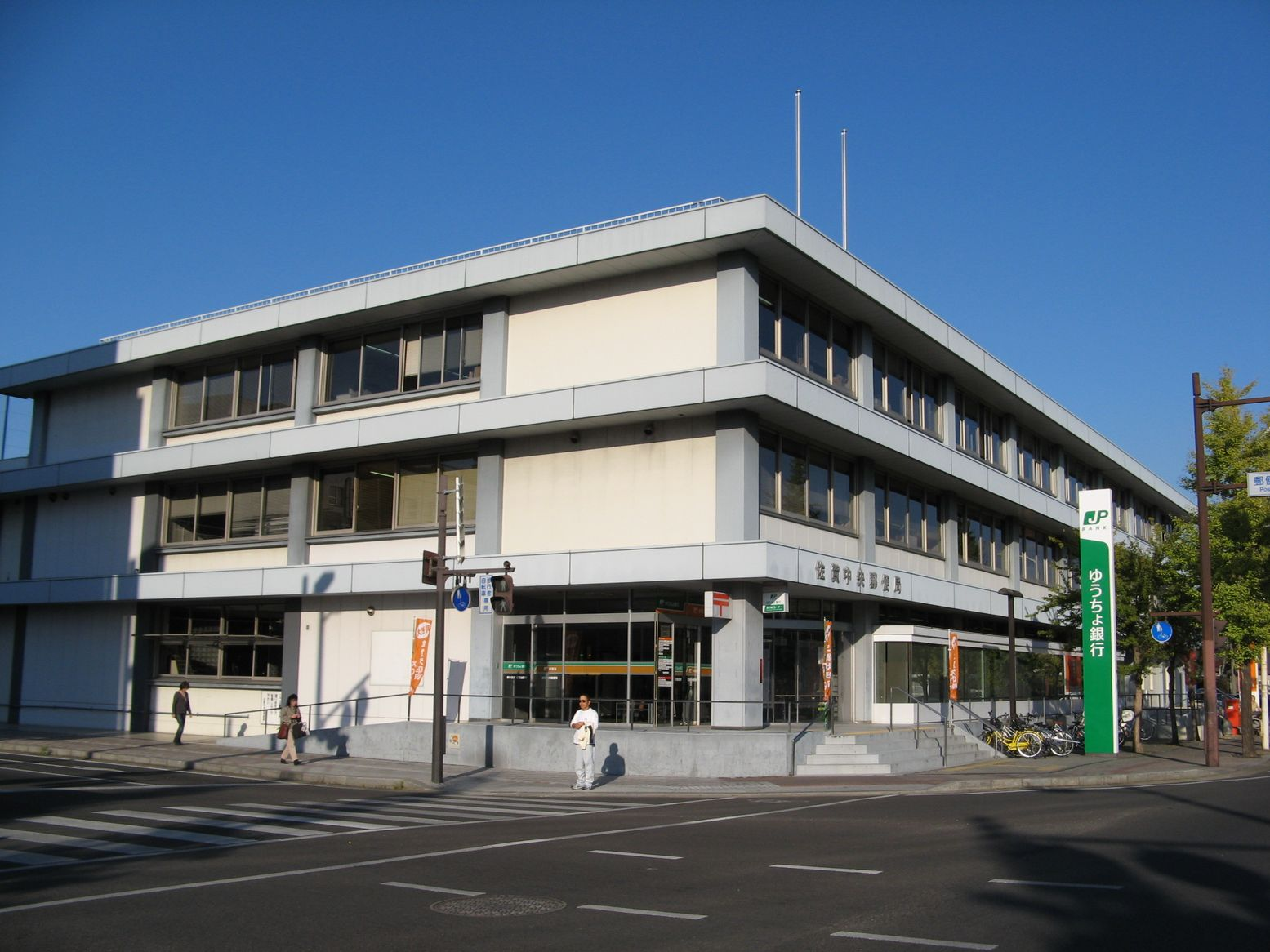
佐賀中央郵便局
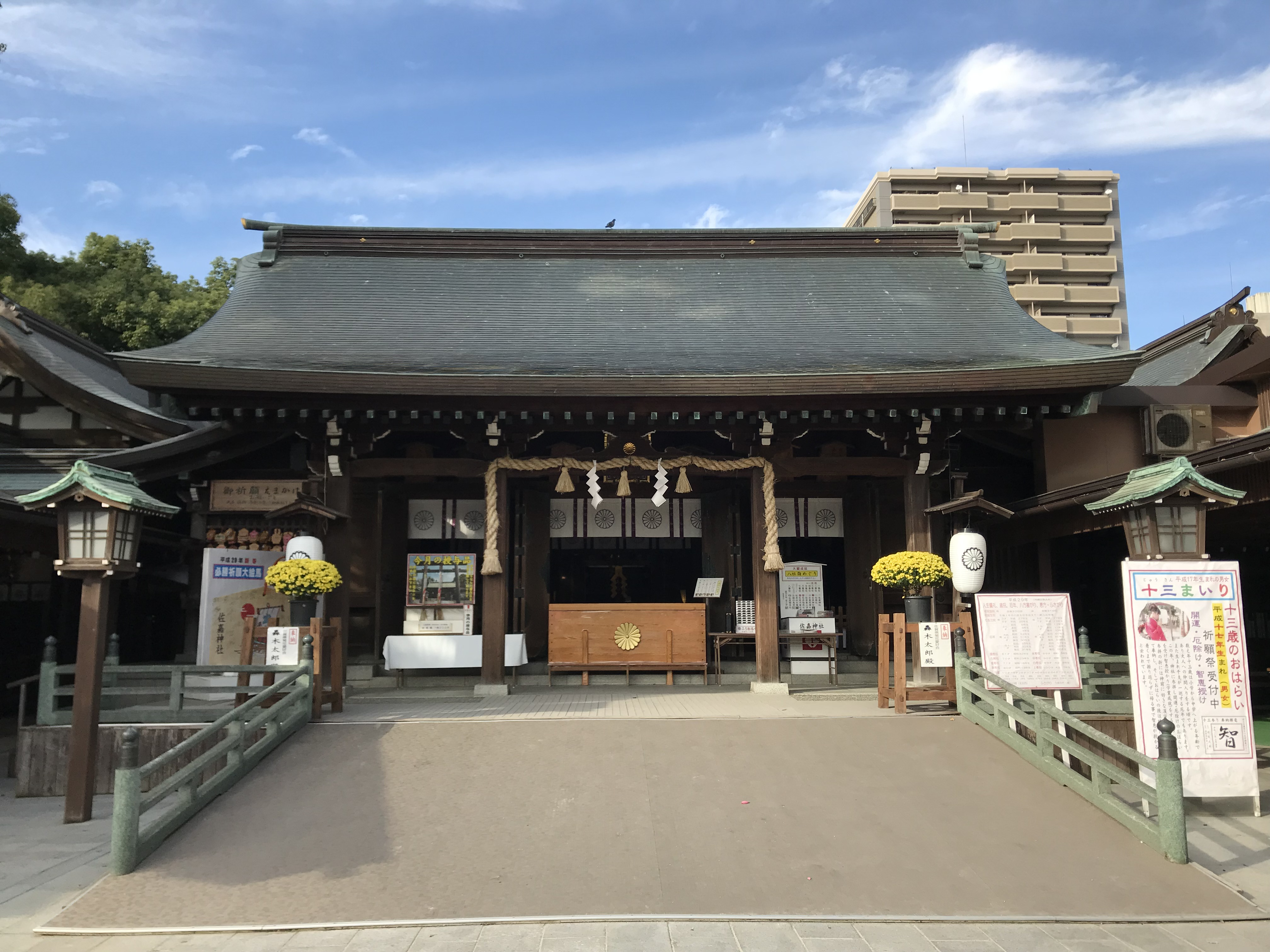
佐嘉神社
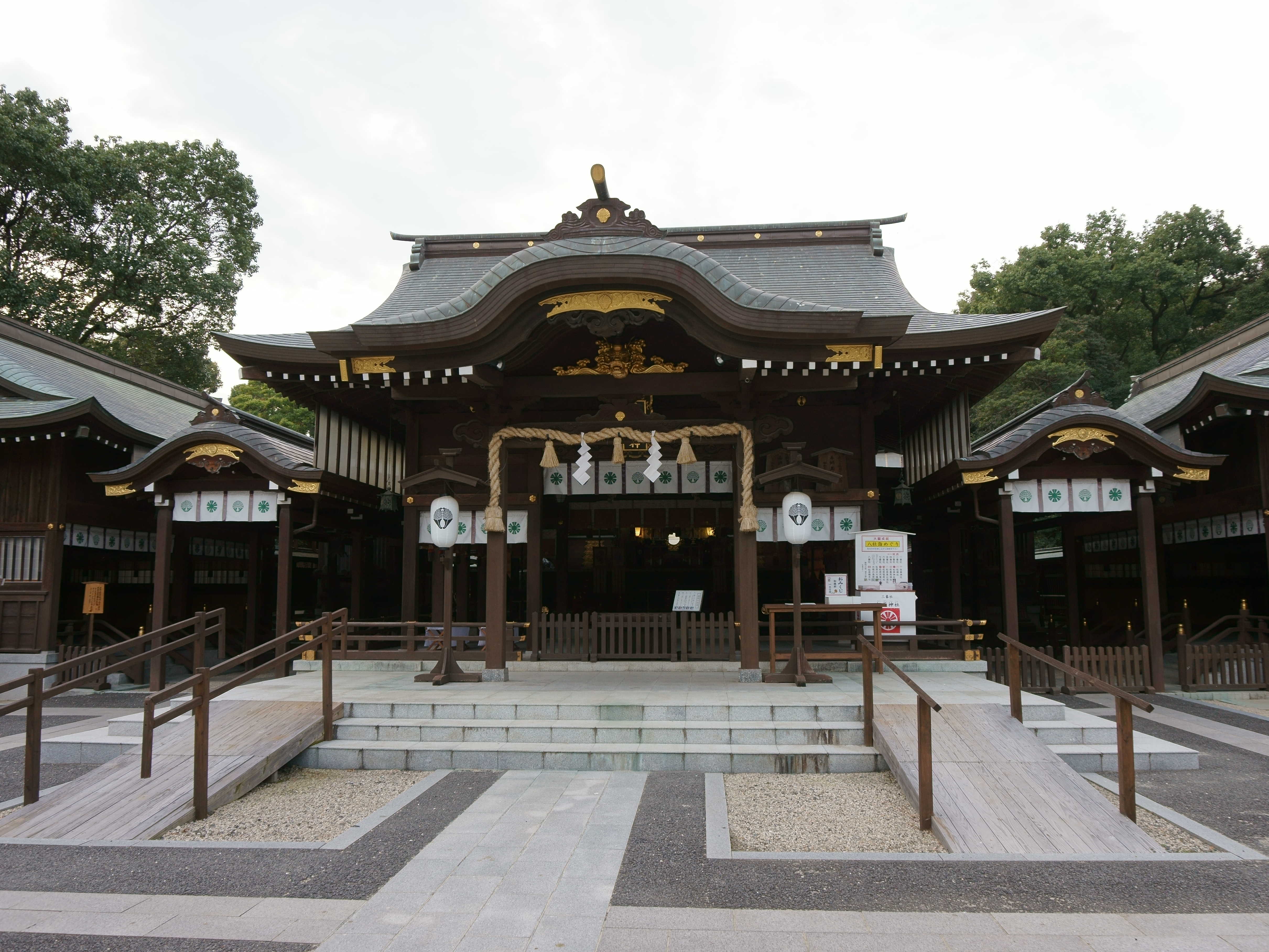
松原神社
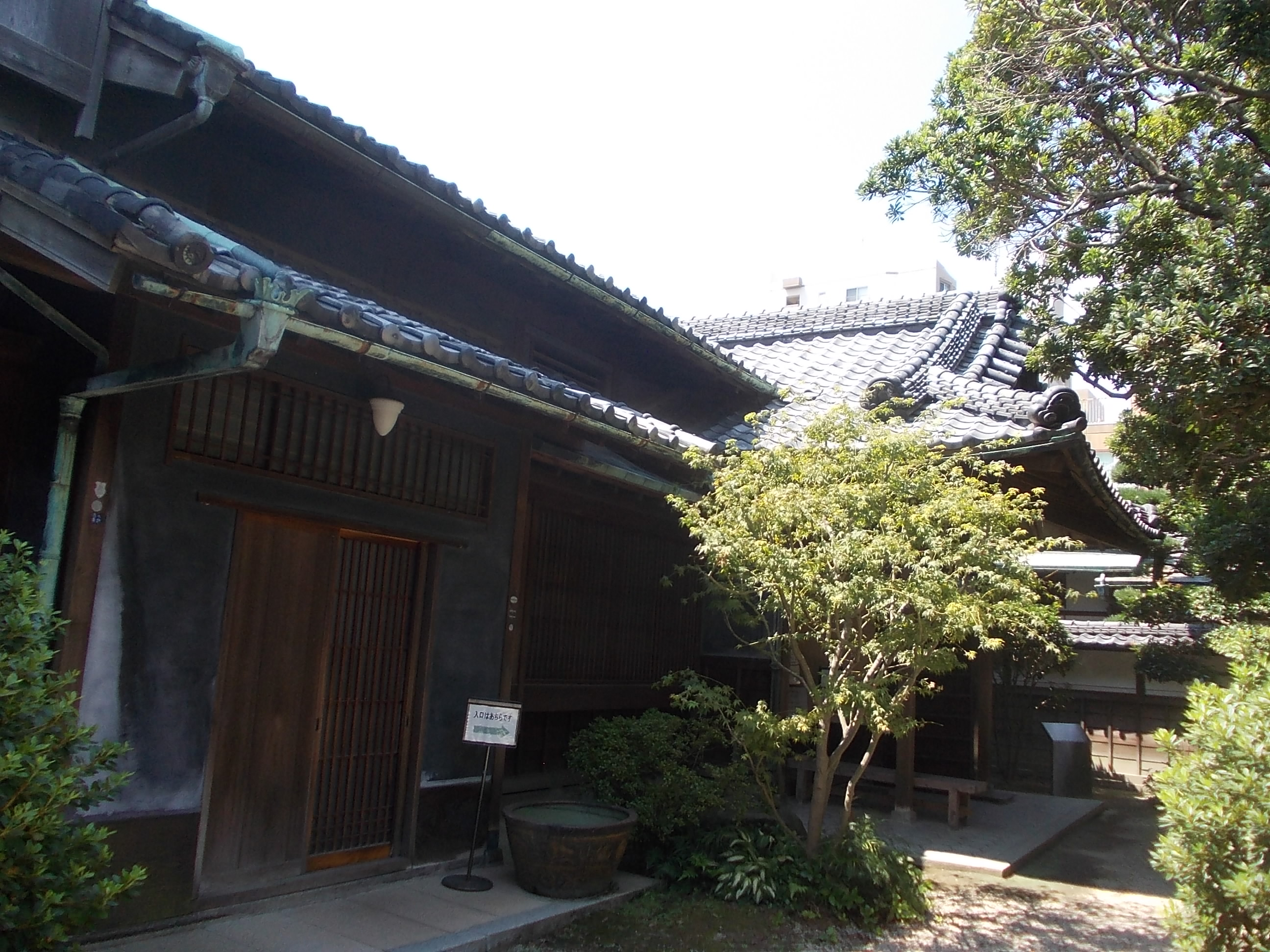
旧福田家
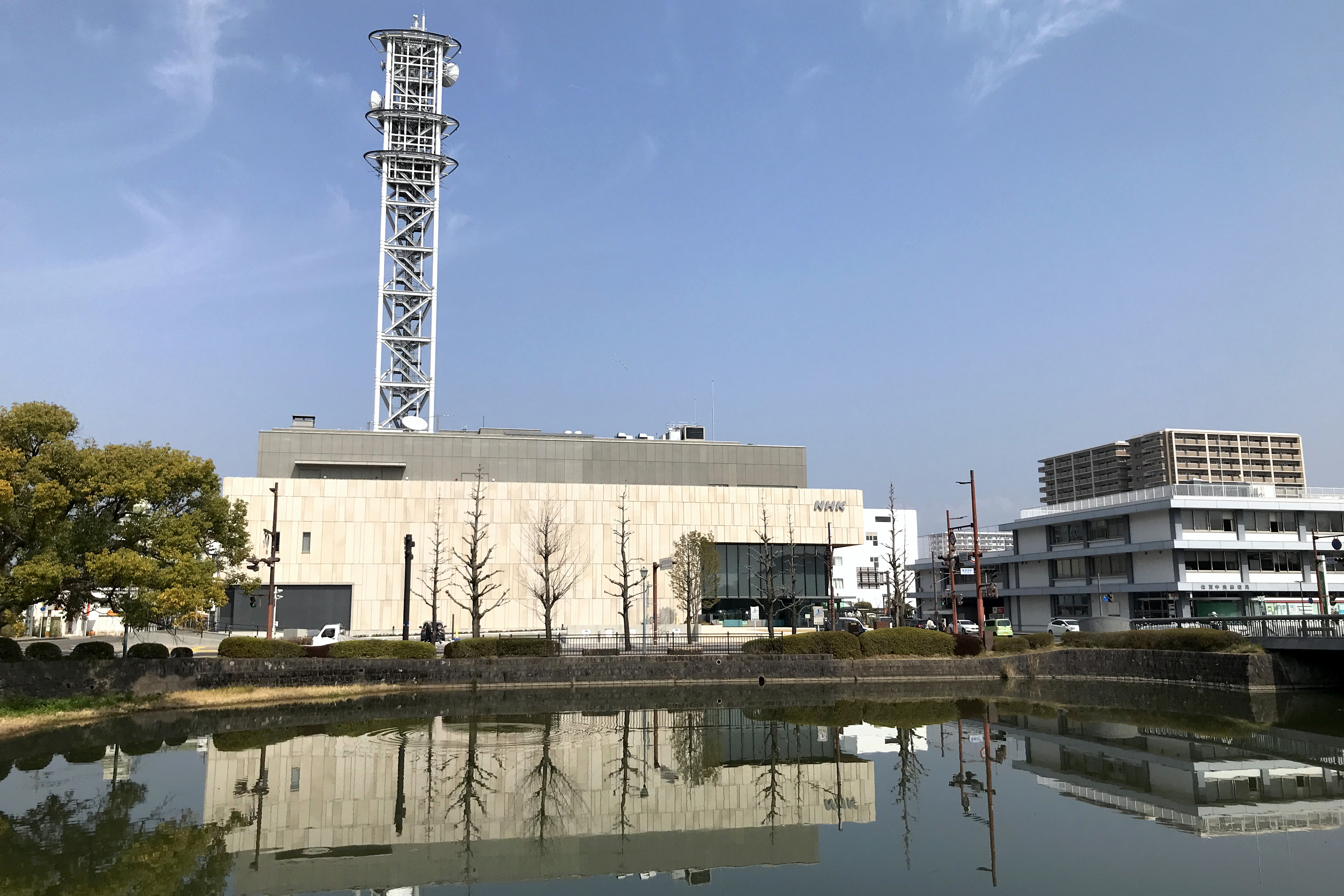
NHK佐賀放送局
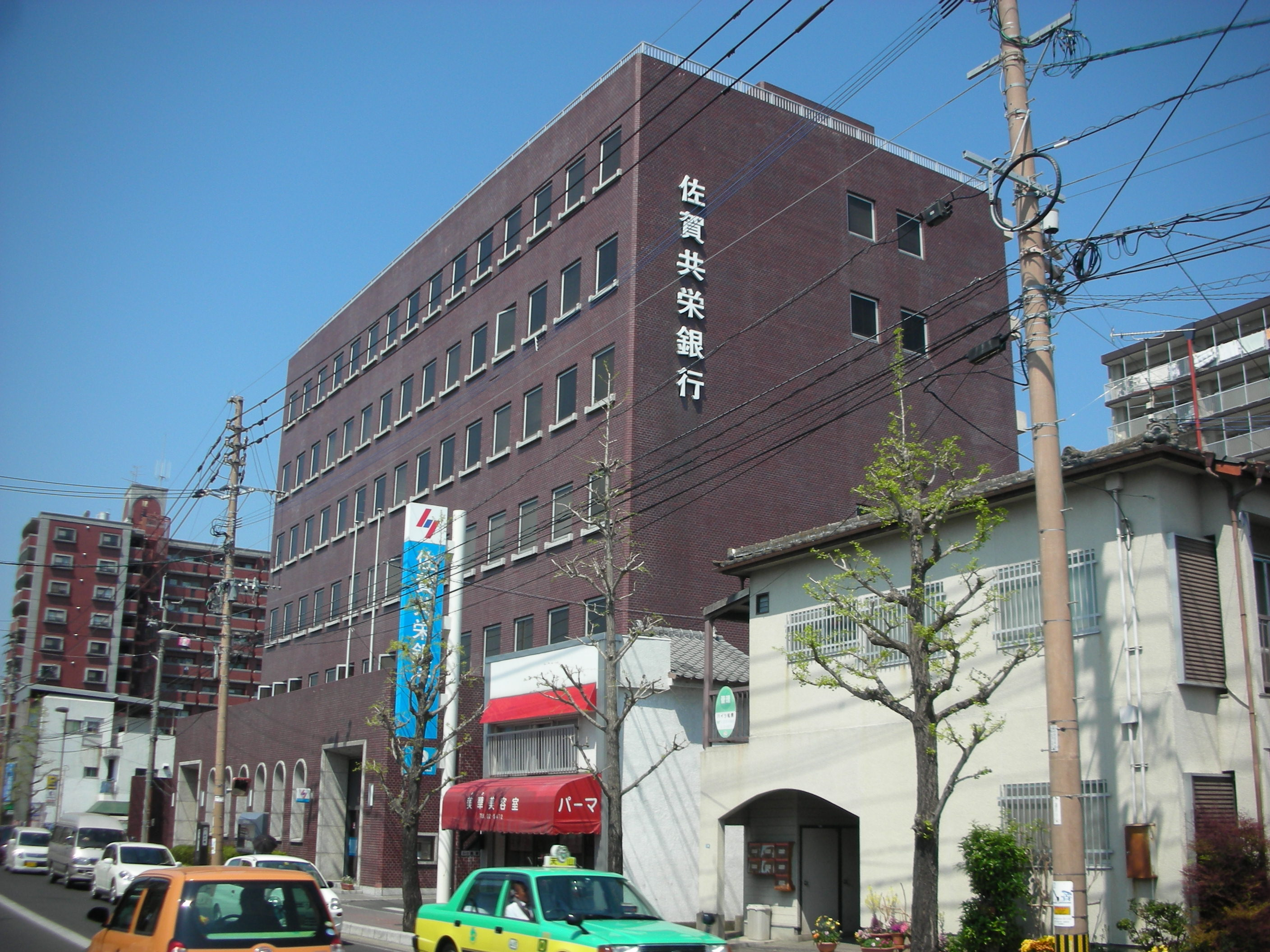
佐賀共栄銀行本店
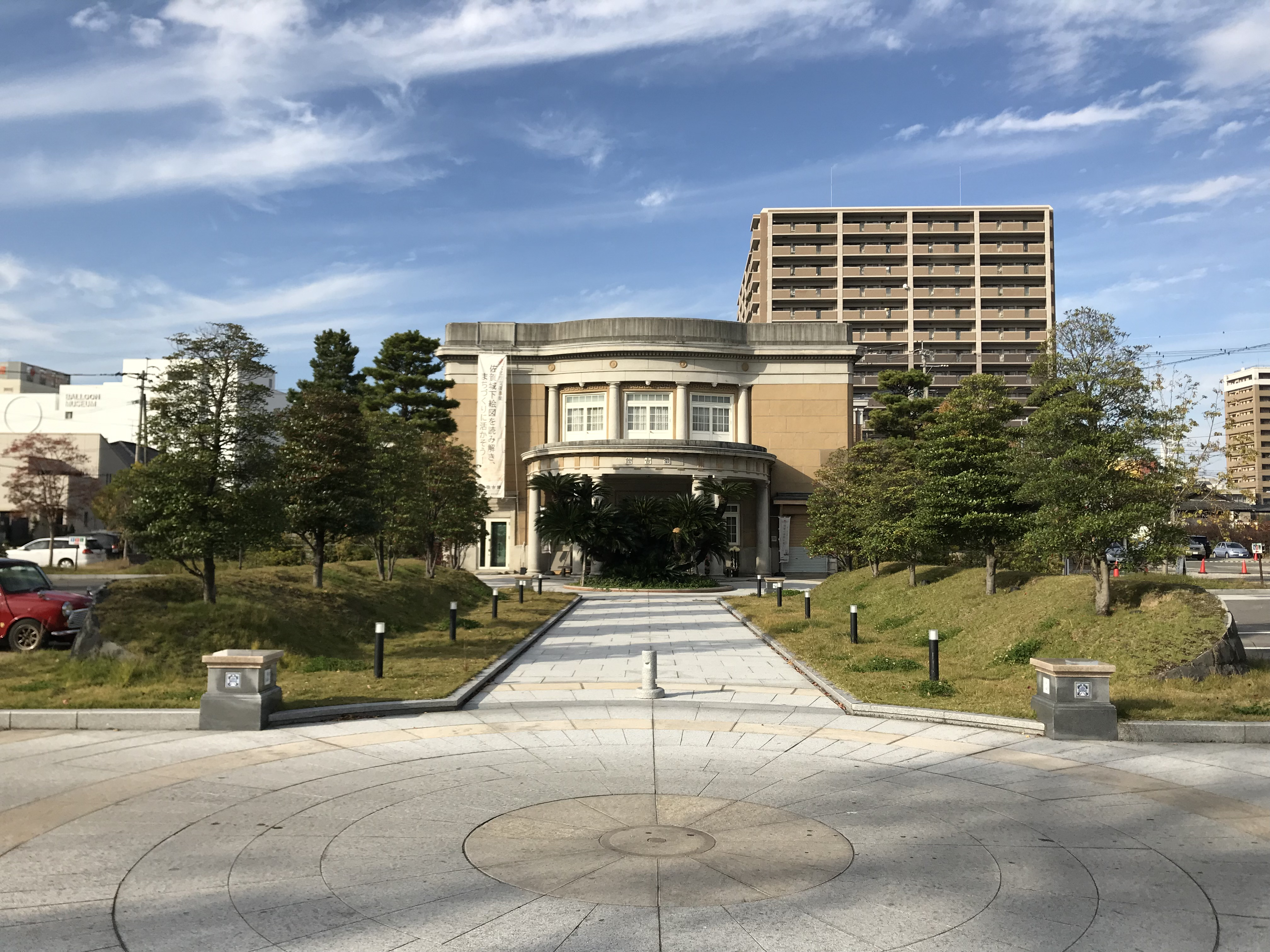
徴古館
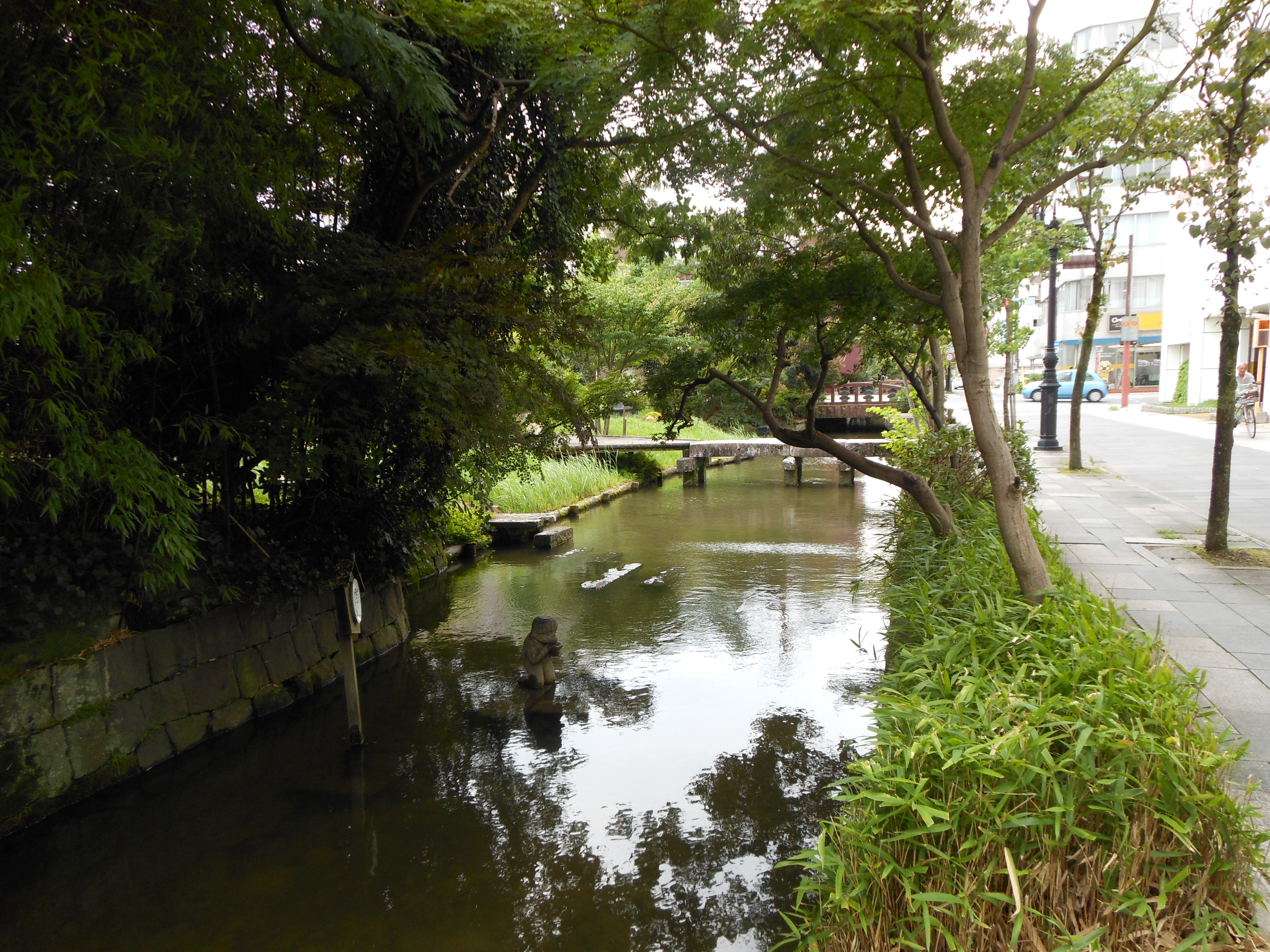
松原川の景観
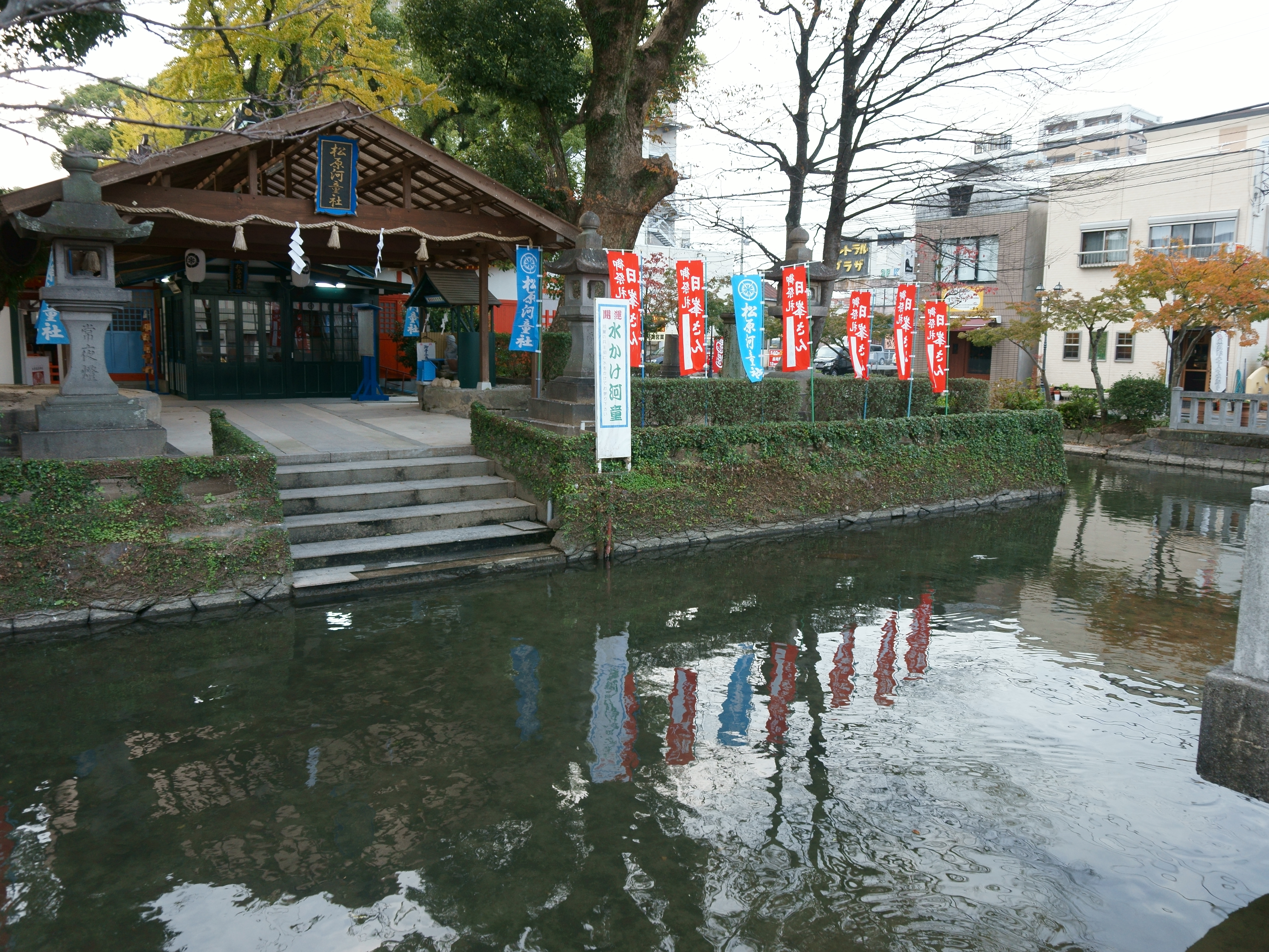
松原河童社（まつばらかわそうしゃ）と松原川
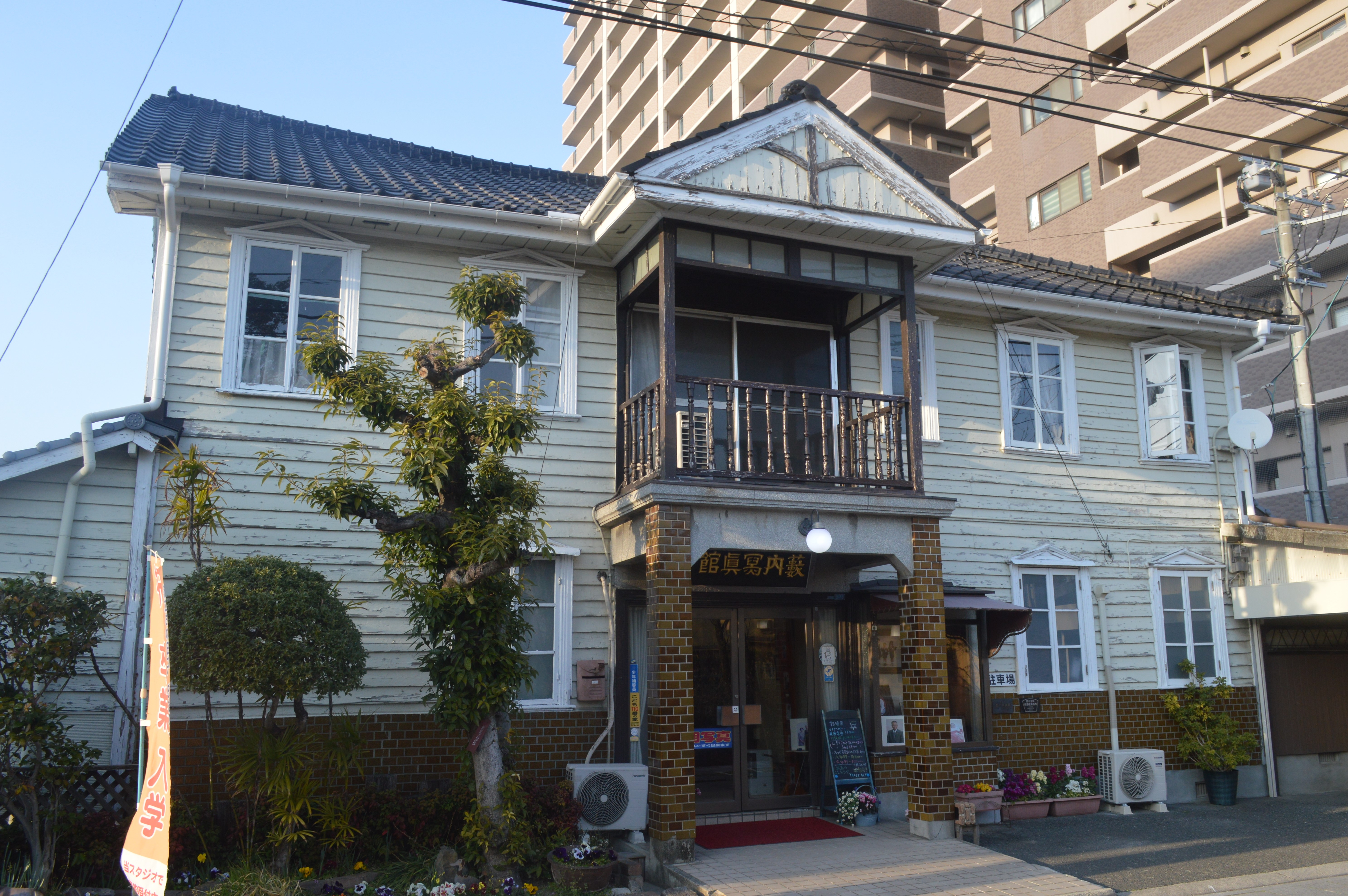
薮内写真館
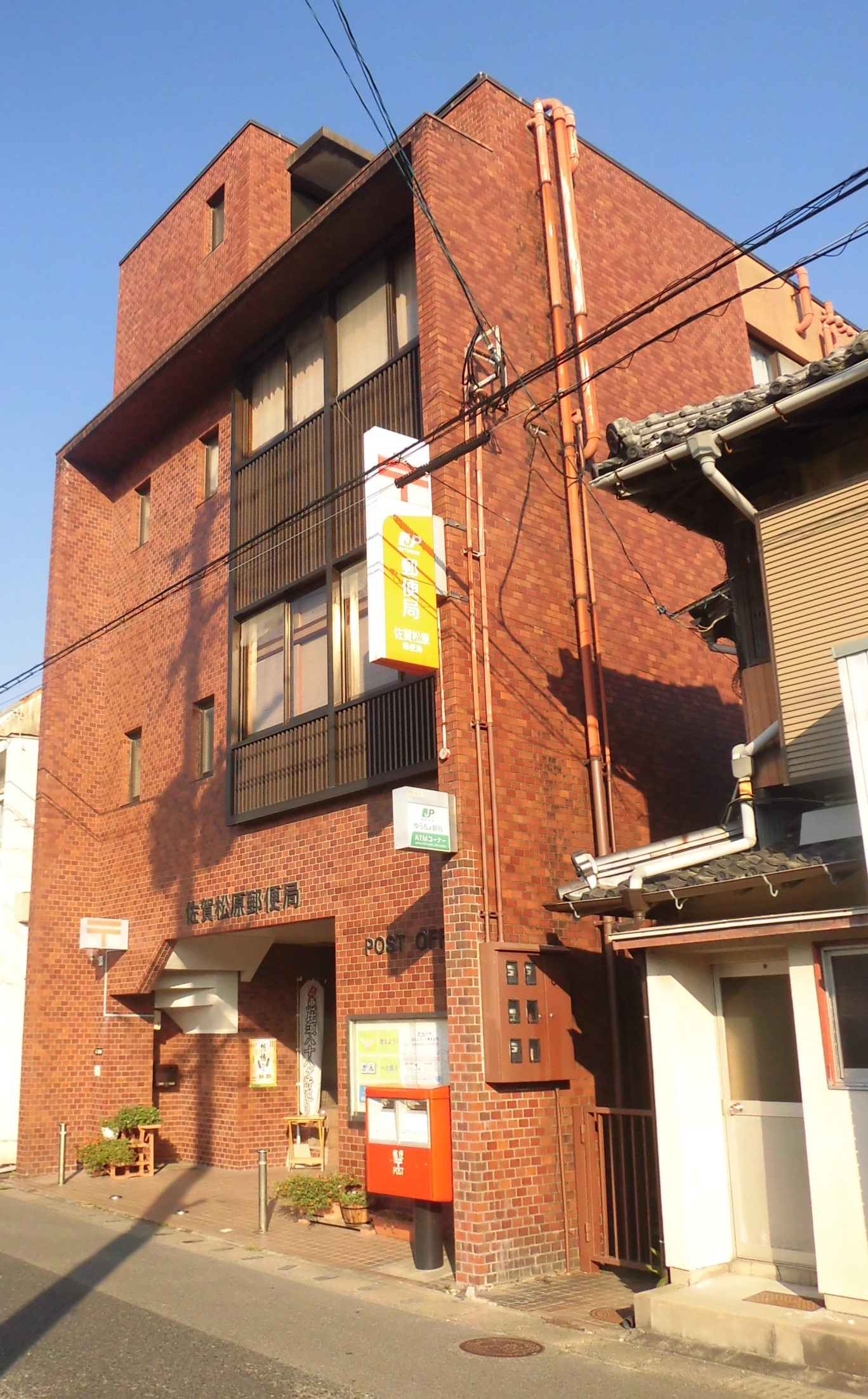
佐賀松原郵便局

## 出身・ゆかりのある人物
- 豊増竜次郎（弁護士、衆議院議員）